# Jorik Hendrickx
Jorik Hendrickx (Turnhout, 18 maggio 1992) è un pattinatore artistico su ghiaccio belga, specializzato nel singolo.

## Biografia
Jorik Hendrickx è nato a Turnhout in Belgio. Anche sua sorella minore Loena è una pattinatrice di figura. Ha studiato sport marketing e management all'Università Johan Cruyff di Tilburg. Il 1º febbraio 2018 ha fatto coming out dichiarandosi gay.
L'8 agosto 2019 ha annunciato il ritiro dalla carriera agonistica.

## Palmarès
GP: Grand Prix; CS: Challenger Series; JGP: Junior Grand Prix
| Internazionali            | Internazionali | Internazionali | Internazionali | Internazionali | Internazionali | Internazionali | Internazionali | Internazionali | Internazionali | Internazionali | Internazionali | Internazionali |
| Evento                    | 2007–08        | 2008–09        | 2009–10        | 2010–11        | 2011–12        | 2012–13        | 2013–14        | 2014–15        | 2015–16        | 2016–17        | 2017–18        | 2018-19        |
| ------------------------- | -------------- | -------------- | -------------- | -------------- | -------------- | -------------- | -------------- | -------------- | -------------- | -------------- | -------------- | -------------- |
| Giochi olimpici invernali |                |                |                |                |                |                | 16°            |                |                |                | 14°            |                |
| Campionati mondiali       |                |                |                | 19°            |                | 19°            | 17°            |                | 16°            | 21°            |                |                |
| Campionati europei        |                |                | 20°            | 16°            | 9°             |                | 9°             |                | 9°             | 4°             | 10°            |                |
| GP Trophée Eric Bompard   |                |                |                |                |                | R              |                |                |                | 6°             |                |                |
| GP di Helsinki            |                |                |                |                |                |                |                |                |                |                |                | R              |
| GP NHK Trophy             |                |                |                |                |                |                |                | R              |                |                |                |                |
| GP Skate America          |                |                |                |                |                |                |                | 12°            |                | 9°             | R              | R              |
| GP Skate Canada           |                |                |                |                |                |                |                |                |                |                | 5°             |                |
| CS Finlandia Trophy       |                |                |                |                |                |                |                |                |                | 5°             |                |                |
| CS Ice Challenge          |                |                |                |                |                |                |                |                | 4°             |                |                |                |
| CS Nebelhorn Trophy       |                |                |                |                |                |                |                |                | 8°             | 2°             | 1°             |                |
| Bavarian Open             |                |                |                |                |                | 8°             |                |                |                |                |                |                |
| Challenge Cup             |                |                |                |                | 4°             |                |                |                |                | 1°             |                |                |
| Crystal Skate             |                |                |                |                | 2°             |                |                |                |                |                |                |                |
| Cup de Nice               |                |                |                |                | 4°             | 4°             |                |                | 5°             |                | 2°             |                |
| Finlandia Trophy          |                |                |                |                |                |                | 5°             |                |                |                |                |                |
| Nebelhorn Trophy          |                |                |                |                | 8°             |                |                |                |                |                |                |                |
| NRW Trophy                |                |                |                | 5°             |                |                | 3°             |                | 1°             |                |                |                |
| Coupe du Printemps        |                |                |                |                | 1°             | 1°             |                |                | 1°             |                |                |                |
| Warsaw Cup                |                |                |                |                |                |                | 2°             |                |                |                |                |                |
| Internazionali: Junior    |                |                |                |                |                |                |                |                |                |                |                |                |
| Campionati mondiali       |                |                | 15°            | 13°            |                |                |                |                |                |                |                |                |
| JGP Austria               |                |                |                | 7°             |                |                |                |                |                |                |                |                |
| JGP Germania              |                |                |                | 6°             |                |                |                |                |                |                |                |                |
| JGP Polonia               |                |                | 11°            |                |                |                |                |                |                |                |                |                |
| JGP Turchia               |                |                | 9°             |                |                |                |                |                |                |                |                |                |
| Challenge Cup             |                | 3° J           |                |                |                |                |                |                |                |                |                |                |
| Cup de Nice               | 9° J           |                | 1° J           |                |                |                |                |                |                |                |                |                |
| NRW Trophy                | 5° J           | 3° J           | 2° J           |                |                |                |                |                |                |                |                |                |
| Nazionali                 |                |                |                |                |                |                |                |                |                |                |                |                |
| Campionato belga          | 2° J           | 1° J           | 1°             | 2°             | 2°             |                |                |                | 1°             | 1°             |                |                |
| J = Junior; R = Ritirato  |                |                |                |                |                |                |                |                |                |                |                |                |